# Antiradarsneeuw

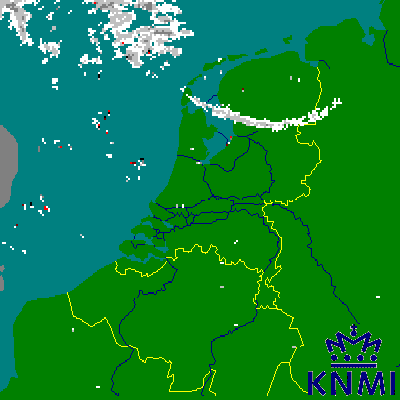
Antiradarsneeuw uitgeworpen bij een militaire oefening veroorzaakt storingen bij de weerradars van het KNMI, Bron: KNMI.

Antiradarsneeuw (Engels chaff, vroeger door de RAF Window genoemd, Duits Düppel) is een antiradartechniek waarbij door militaire vliegtuigen of schepen grote hoeveelheden foliereepjes uitgeworpen worden, die gemaakt zijn van tin, aluminium of een kunststof met een opgedampte laag metaal.

## Werking
De reepjes folie weerkaatsen een deel van de radarbundel, waardoor het radarsysteem een doel ziet. Doordat de wolk foliereepjes vrij groot kan zijn en de reepjes dicht op elkaar dwarrelen, ontstaat er een compleet "gordijn" van doelen waar een radar moeilijk doorheen kan kijken, en waarachter vliegtuigen of schepen zich kunnen verschuilen of uit de voeten maken.
Voor een optimaal effect is het noodzakelijk dat de lengte van de foliereepjes wordt afgestemd op de gebruikte golflengte van de te storen radar. Indien de reepjes namelijk een lengte hebben die overeenkomt met een kwart, de helft of een geheel aantal malen de golflengte, zal de meeste radar-energie gereflecteerd worden, en het "gordijn" zo dicht mogelijk zijn. Om dit te kunnen realiseren, hadden Amerikaanse bommenwerpers gedurende de Koude Oorlog apparatuur aan boord waarmee de golflengte van vijandelijke radars gemeten kon worden, en automatische snijmachines die (aan boord) kilometers lange repen folie op de juiste maat konden snijden.

## Geschiedenis

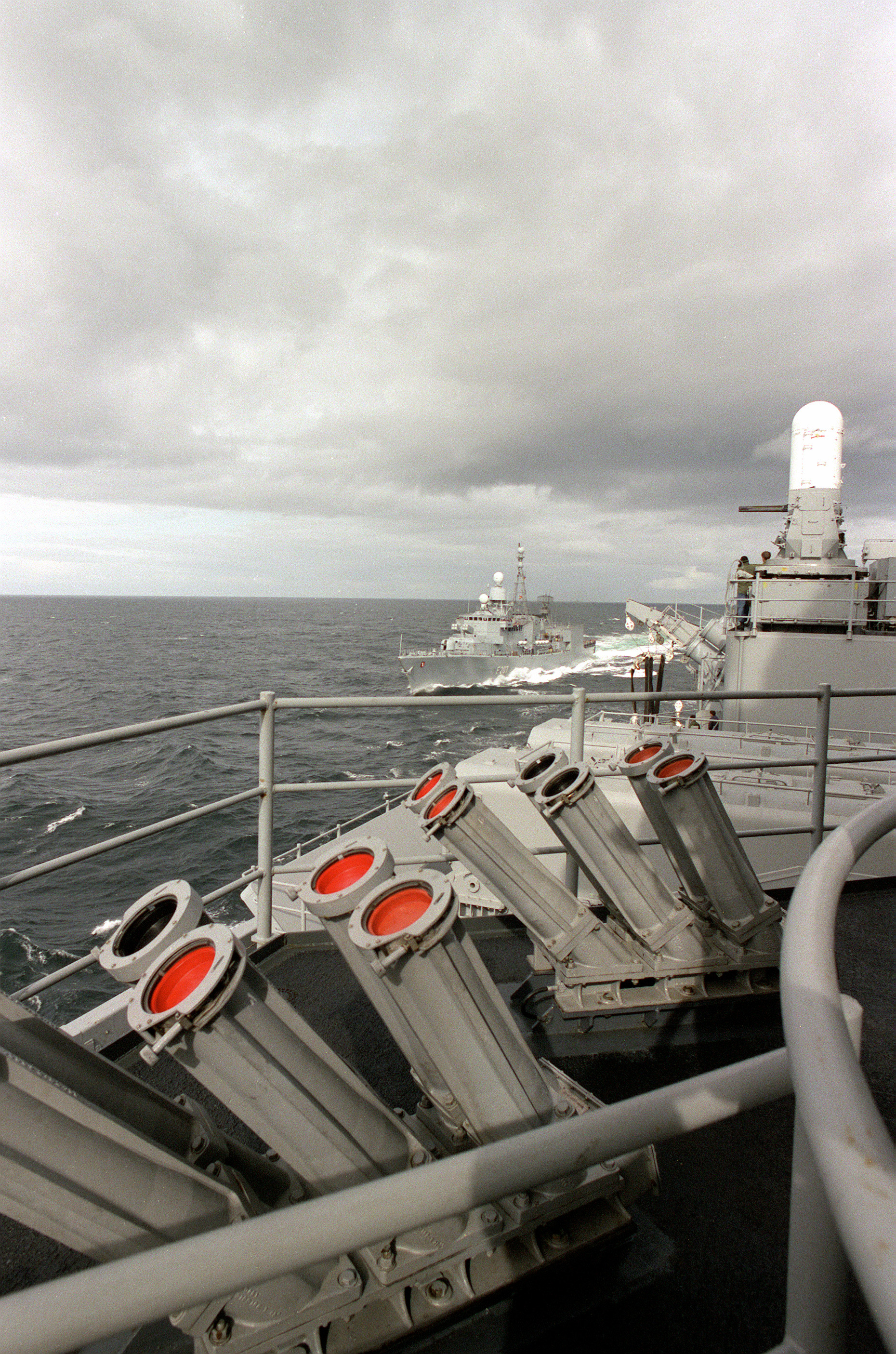
Lanceerinrichting voor antiradarsneeuw aan boord van de USS IOWA (BB-61).

Antiradarsneeuw werd voor het eerst toegepast in de Tweede Wereldoorlog door zowel geallieerde als Duitse bommenwerpers om de vijandelijke radars te verblinden. Beide kanten hadden onafhankelijk van elkaar het systeem ontwikkeld, maar durfden het aanvankelijk niet te gebruiken om de tegenpartij niet op de hoogte te brengen van het principe. De Britten waren de eersten die het gebruikten tijdens het bombardement op Hamburg in juli 1943, toen eerder was gebleken dat de Duitse radars maar drie frequentiebanden gebruikten.
Moderne radars die gebruikmaken van het dopplereffect zijn veel moeilijker te misleiden door antiradarsneeuw. Met het dopplereffect kan namelijk zeer eenvoudig de snelheid van een object gemeten worden. Omdat de foliereepjes slechts zeer langzaam bewegen, is het relatief simpel om langs elektronische weg deze doelen uit te filteren.
Tegenwoordig wordt antiradarsneeuw nog wel gebruikt door vliegtuigen of schepen om zich te verdedigen tegen geleide raketten.